# Diecezja Awka
Diecezja Awka (łac. Diœcesis Avkaensis – diecezja rzymskokatolicka w Nigerii, sufragania metropolii Onitsha. Powstała w 1977, w obecnym kształcie terytorialnym od 2020.

## Główne świątynie
- Katedra: Katedra św. Patryka w Awce

## Biskupi diecezjalni
- - Bp Albert Kanene Obiefuna (1977–1994)
  - Bp Simon Akwali Okafor (1994–2010)
  - Bp Paulinus Ezeokafor (od 2011)